# Maria Paola Colombo Svevo
Maria Paola Colombo Svevo (Rho, 21 gennaio 1942 – Monza, 19 aprile 2010) è stata una politica italiana, senatrice della Democrazia Cristiana e del Partito Popolare Italiano e già europarlamentare.

## Biografia

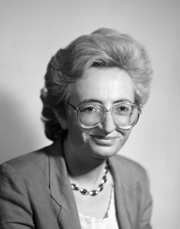
Maria Paola Colombo Svevo

È stata consigliere comunale, vice sindaco della sua città, Monza, consigliere regionale e assessore ai servizi SOCIO SANITARI della Regione Lombardia, senatrice della DC. Rieletta deputata europea alle elezioni del 1994, per le liste del PPI. È stata vicepresidente della Commissione per le libertà pubbliche e gli affari interni; membro della Commissione per i diritti della donna, della Delegazione per le relazioni con i paesi dell'Asia del Sud e l'Associazione per la cooperazione regionale dell'Asia del Sud (SAARC) e della Delegazione per le relazioni con l'Estonia.
È morta nel 2010 all'età di 68 anni.

## Riconoscimenti
Nel 2011 ricevette dalla città di Monza il Giovannino d'oro alla memoria.